# フィリップ・キッチャー

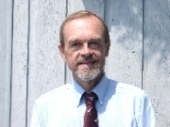

フィリップ・スチュアート・キッチャー（Philip Stuart Kitcher、1947年 - ）は科学哲学を専門とするイギリス生まれの哲学者。アメリカ合衆国在住。

## 経歴
ロンドンに生まれ、イーストサセックス州のイーストボーンで幼少時代を送った。1969年にケンブリッジ大学クライストカレッジから数学、歴史学、科学哲学の学士を、1974年にプリンストン大学から科学史と科学哲学の博士号を取得した。彼はそこでトマス・クーンとともに親しく研究を行った。
キッチャーは生命倫理、創造論、社会生物学に関する検証的な研究で科学界以外でもよく知られている。社会生物学の強力な批判者であったリチャード・ルウォンティンの元で学び、キッチャー自身も当初は社会生物学の厳しい批判者であったが、1980年代に強い支持者に転向した。彼の研究は生物哲学、数学哲学に生じる問題と、認識論の中心的な哲学的問題、形而上学、倫理学を繋ごうと試みる。またジョン・スチュアート・ミル、カントや他の哲学史の重要人物に関する論文を執筆している。近年ではジョン・デューイに関心を持っている。また自然主義的倫理学に関する本を執筆中である。
現在コロンビア大学で教えており、ジョン・デューイ哲学教授に指名された。以前にはヴァーモント大学、ミネソタ大学、ミシガン大学、カリフォルニア大学サンディエゴ校などで教えていた。またアメリカ哲学学会の前会長である。2002年にアメリカ芸術科学アカデミーの会員に選ばれた。2006年に科学哲学での業績に対してアメリカ哲学学会からプロメテウス賞を与えられた。
妻のパトリシア・キッチャーはカントと心の哲学を専門とする哲学者でコロンビア大学で教鞭を執っている。著名な教え子にはピーター・ゴドフリー＝スミスがいる。

## 著作
- Abusing Science: The Case Against Creationism. MIT Press, 1982 (paperback 1983). ISBN 0-262-61037-X
- The Nature of Mathematical Knowledge. Oxford University Press, 1983 (paperback 1984).
- Vaulting Ambition: Sociobiology and the Quest for Human Nature.  MIT Press, 1985 (paperback 1987).
- The Advancement of Science, Oxford University Press, April 1993 (paper January 1995).
- The Lives to Come: The Genetic Revolution and Human Possibilities (Simon and Schuster [U.S.], Penguin [U.K.], January 1996, paperback editions 1997).

- Science, Truth, and Democracy, Oxford University Press, 2001; paperback 2003.  ISBN 0-19-516552-7
- In Mendel’s Mirror: Philosophical Reflections on Biology, Oxford University Press, 2003.   (This is a collection of seventeen of his articles: articles numbers 21, 22, 24, 38, 43, 45, 51, 54, 55, 59, 70, 72, 82,83, 84, 92, 93).
- Finding an Ending: Reflections on Wagner’s Ring, co-authored with Richard Schacht, Oxford University Press, February 2004. ISBN 0-19-517359-7
- Living with Darwin: Evolution, Design, and the Future of Faith , Oxford University Press, January 2007. ISBN 0-19-531444-1
- Joyce's Kaleidoscope: An Invitation to Finnegans Wake , Oxford University Press, July 2007. ISBN 0-19-532103-0